# ادیسون ری (ترانه)
«ادیسون ری» (انگلیسی: Addison Rae) ترانه‌ای از رپر و خواننده استرالیایی، د کید لروی است که نام آن از خواننده و بازیگر آمریکایی ادیسون ری گرفته شده است. این ترانه در ۲۲ مارس ۲۰۲۰ از طریق کلمبیا رکوردز منتشر شد و به جایگاه ۷۶ جدول تک‌آهنگ‌های ای‌آرآی‌ای رسید. این ترانه در استرالیا و ایالات متحده موفق به دریافت گواهی‌نامه طلا شد.

## جدول‌های موسیقی
| جدول (۲۰۲۰)                         | بالاترین جایگاه |
| ----------------------------------- | --------------- |
| استرالیا (ای‌آرآی‌ای)                 | ۷۶              |
| هیپ هاپ/آراندبی استرالیا (ای‌آرآی‌ای) | ۲۶              |
| تک‌آهنگ‌های داغ نیوزیلند (آرام‌ان‌زی)   | ۱۳              |

## گواهی‌نامه‌ها
| منطقه                                   | گواهی | واحد گواهی‌شده/فروش |
| --------------------------------------- | ----- | ------------------ |
| استرالیا (آی‌اف‌پی‌آی استرالیا)            | طلا   | ۳۵٬۰۰۰             |
| ایالات متحده (آرآی‌ای‌ای)                 | طلا   | ۵۰۰٬۰۰۰            |
| رقم فروش+پخش جاری تنها بر پایهٔ گواهی‌ها. |       |                    |